# Danielopolina (Humphreysella) kakuki
Danielopolina (Humphreysella) kakuki is een mosselkreeftjessoort uit de familie van de Thaumatocyprididae. De wetenschappelijke naam van de soort is voor het eerst geldig gepubliceerd in 2000 door Kornicker & Iliffe.